# الخضارة (الحد)

تعديل مصدري - تعديل

الخضارة هي إحدى قرى عزلة الحد بمديرية الحد التابعة لمحافظة لحج، بلغ تعداد سكانها 94 نسمة حسب تعداد اليمن لعام 2004.